# SADARM

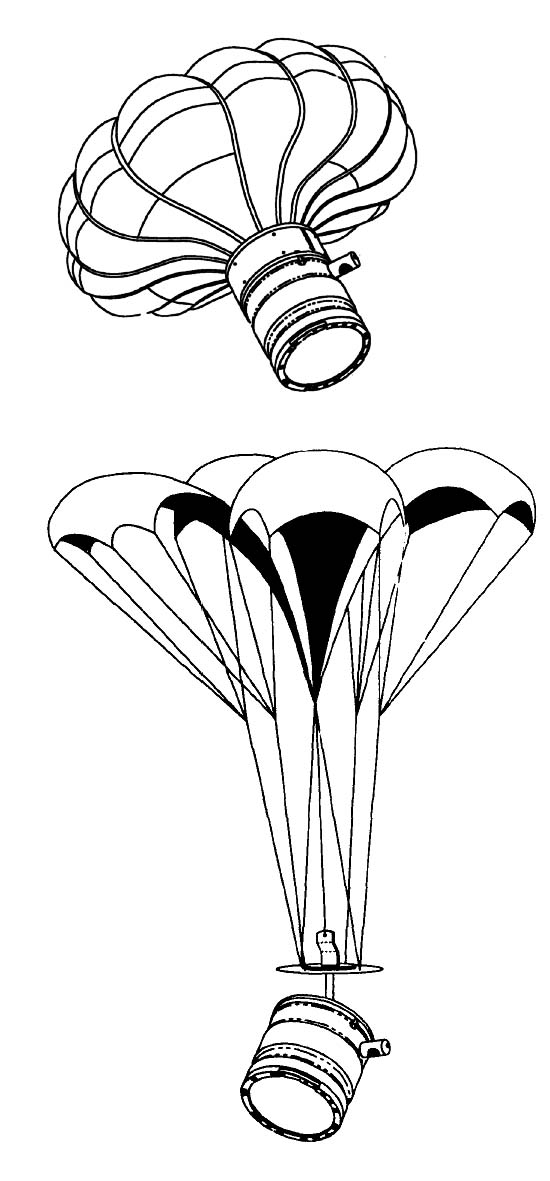
Суббоєприпас SADARM

M898 155 mm SADARM (англ. Sense and Destroy ARMor) — американський високоточний боєприпас для 155 мм артилерійських снарядів, спроєктований для стрільби на великі відстані й ураження бронетехніки з верхньої напівсфери.

## Принцип застосування
Снаряд M898 155 мм SADARM розрахований на здійснення пострілів зі звичайної 155-мм артилерійської гармати з носовим запалом M762/M767, налаштованим на розрив на висоті 1000 м над цілью, щоб випустити два суббоєприпаси SADARM. Після викиду суббоєприпасу зі снаряда відкривається початковий парашут, щоб розкрутити і сповільнити суббоєприпас. Потім розгортається другий парашут «вихрового кільця», щоб повільно обертати суббоєприпас, підвішуючи його приблизно під кутом 30° до вертикалі. Коли він обертається, його датчики проглядають спіральну доріжку під суббоєприпасом, щоб сканувати область діаметром близько 150 м. Датчики складаються з радара міліметрового діапазону, пасивного радіометра міліметрового діапазону та інфрачервоного сенсора. Магнітометр використовується як допоміжний засіб при прицілюванні. Коли суббоєприпас виявляє ціль, його вибуховий заряд LX-14 масою 1,5 кг підривається, щоб сформовати вибухом ударне ядро, яке має достатньо енергії, щоб пробити тонку верхню броню більшості основних бойових танків на дальності близько 152 м. Якщо суббоєприпас досягає землі до того, як знайде ціль, він самознищується.
Суббоєприпас також призначався для використання в ракетах реактивних систем залпового вогню (РСЗВ), при цьому в ракеті їх може бути чотири або шість.
Вперше був застосований у 2003 р. в Іраці.

## Характеристики
Боєприпас M898
- - Вага: 44 кг
  - Довжина: 805 мм
  - Калібр: 155 мм
  - Дальність стрільби (M109A6): 22500 м

Суббоєприпас SADARM
- - Вага: 11.77 кг
  - Бойова частина: 1.5 кг LX-14
  - Довжина: 204.4 мм
  - Діаметр: 147 мм
  - Швидкість обертання: 456 обертів за хвилину.